# 盧尼科9號
盧尼科9號（Luník IX）是斯洛伐克科希策市科希策2區當中的一個社區（斯洛伐克語：mestské časti，英語翻譯作borough），這個社區位於科希策市的西部，鄰近的社區有配瑞施（Pereš）、米斯拉娃（Myslava）、巴爾載（Barca）、猶賀（Juh）與雜巴多（Západ）等等。

## 特徵
盧尼科9號有著斯洛伐克最大的斯洛伐克羅姆人（又稱斯洛伐克吉普賽人）社區。盡管這社區在初始設計上，僅能容納兩千五百人，據估計，目前其人口已超過初始設計的三倍。此社區的生活水平非常低，且因多數居民沒有支付房租和或水電費之故，此社區沒有水電瓦斯等基本服務。
此社區的健康水平也相當低落，諸如肝炎、頭蝨、腹瀉、疥瘡和腦膜炎等疾病都相當普遍；此外，此社區的失業率也非常高，將近100%的人都失業；另外此社區有一所小學和一所幼稚園。
盧尼科9號有一條公車線，這條公車線的公車僅在特定的站牌停車，在此地搭公車的人僅能從前門上車；此外，有鑑於此地居民的侵略性之故，駕駛經過此社區公車的司機享有高危工作津貼。

## 歷史
在1979年時，一個鄰近盧尼科9號的斯洛伐克羅姆人村莊被剷平，之後這些斯洛伐克羅姆人搬進了盧尼科9號當中；此外，附近地區有一座垃圾掩埋場。在1980年代時，斯洛伐克羅姆人就已經構成了此社區半數的人口，而當時此社區有大約2,000名居民；隨著時間的經過，非斯洛伐克羅姆人的人口逐漸地搬離此社區，而斯洛伐克羅姆人則在這些人離開後，接手了他們的公寓，而這社區也因此成了一個斯洛伐克羅姆人的隔都。
1995年，科希策市議會為躲避者、適應不良者和在科希策各地非法占有公寓的人開展了一個計畫，這些人被遷入盧尼科9號當中，其中「沒有問題的」家庭若提出請求的話可獲准離開，這個計畫到目前為止都還在進行中。

## 統計資料
- 面積：1.07平方（0.41平方英里）
- 人口：6,411（2017年12月的數據）
- 人口密度：6,000/km²（2017年12月的數據）
- 所屬行政區：科希策2區
- 市長：麻載爾·紗尼亞（Marcel Šaňa，根據2018年的選舉結果）

## 圖集

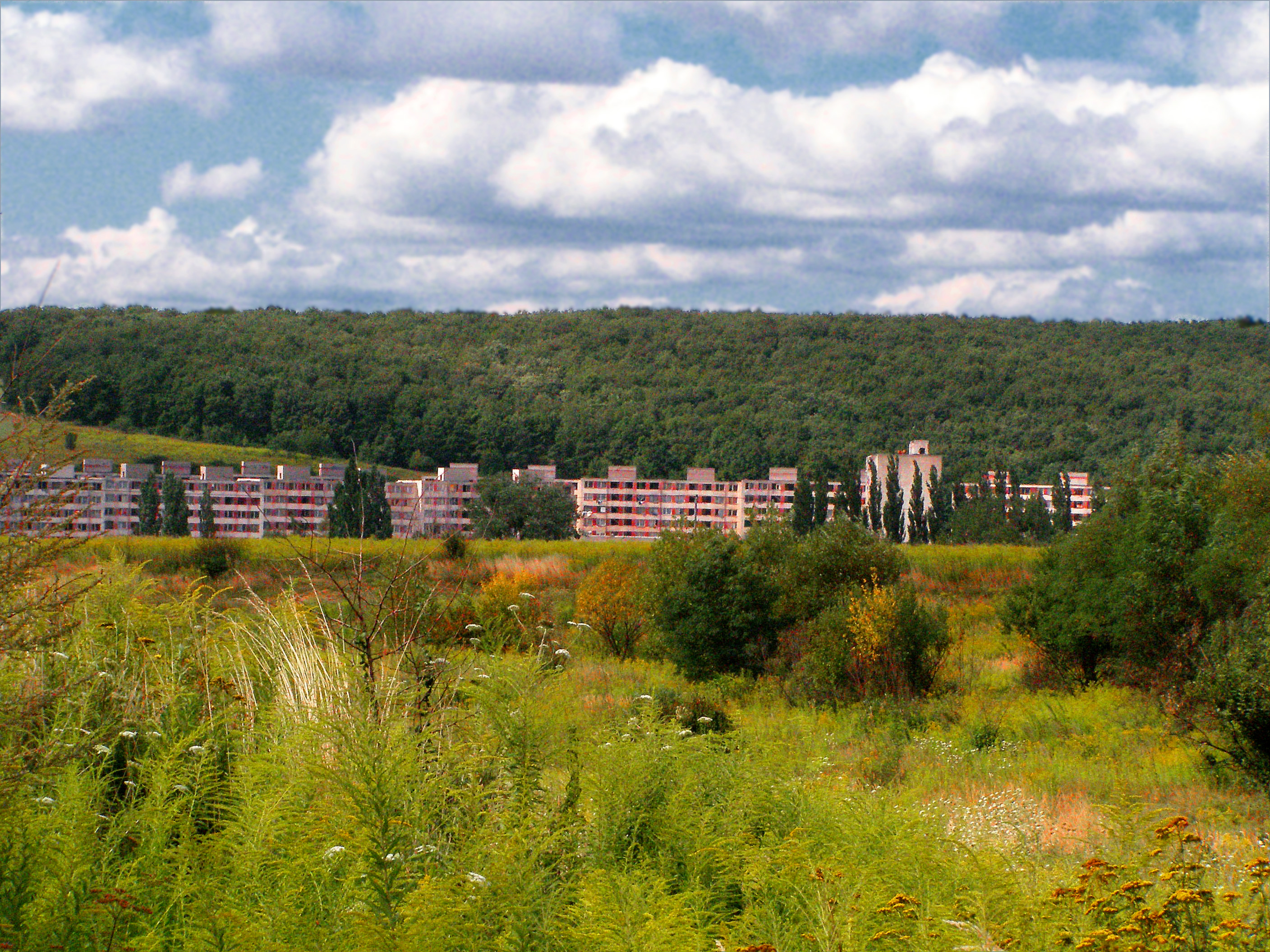
從周遭地區所見的盧尼科9號社區的建築物
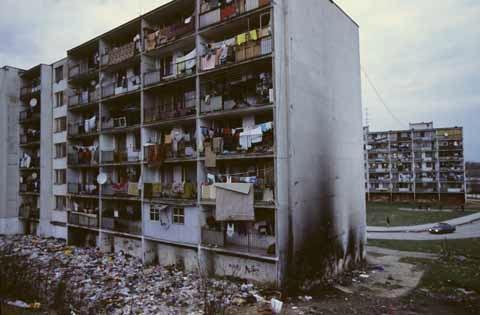
盧尼科9號內部的情景

## 外部連結
- 盧尼科9號社區的官網 （页面存档备份，存于）
- Cassovia.sk對盧尼科9號的介紹 （页面存档备份，存于）
- 科希策官網 （页面存档备份，存于）